# Бать Лідія Григорівна
Бать Лідія Григорівна — (18 травня 1900 — 10 січня 1980, м. Москва) — російська письменниця єврейського походження.
Лідія Бать народилася 5 (18) травня 1897 р. в Одесі. Батько — Григорій Гедеонович Бать (Гірш Гдалійович, 1862—1918) — кандидат права, інспектор Торгової єврейської громадської школи. Мати — Єлизавета Азаріївна Бать (урод. Лея Померанц, 1861—1930) — здобула історико-філологічну та медичну освіту, працювала зубним лікарем.
У співавторстві з О. Дейчем написала повість «Тарас Шевченко» (Москва — Ленінград, 1939), яку тричі перевидано й перекладено румунською, угорською та іншими мовами. Упорядкувала збіру «Жизнь и творчество Т. Г. Шевченко» (Москва, 1954). Авторка оповідання «Він жив у нашому місті» (1964) — про пам'ятні шевченківські місця в Нижньому Новгороді.
Померла в Москві.